# Citroën Nemo
Il Citroën Nemo è un veicolo commerciale leggero di piccole dimensioni prodotto dalla SEVEL (joint-venture tra il Groupe PSA e il Gruppo Fiat), nello stabilimento turco Fiat della Tofaş.

## Caratteristiche

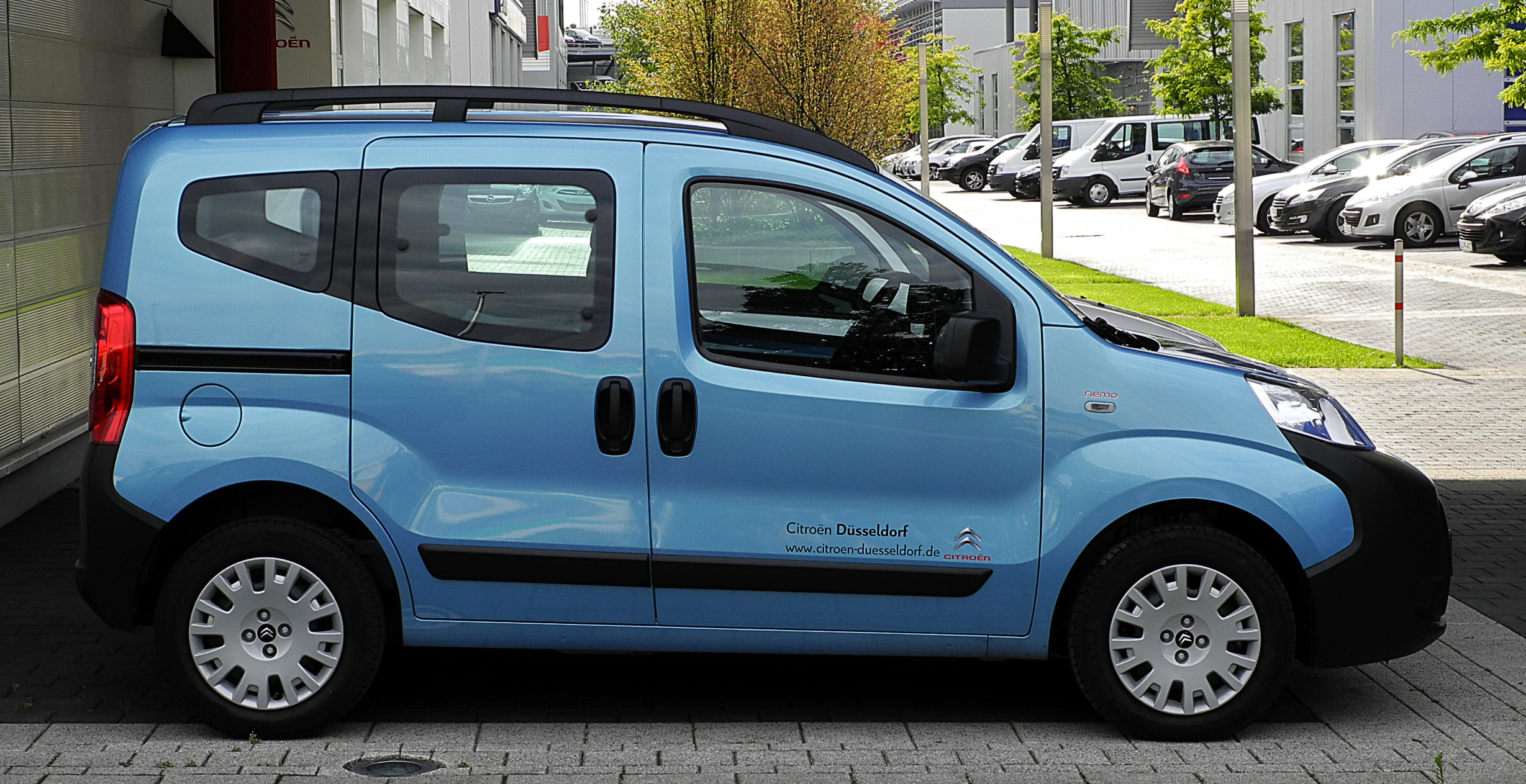
Vista laterale di una Citroen Nemo

Il Nemo nasce da un progetto ideato dal gruppo Fiat tra il 2005 e il 2006 e approvato da Peugeot e Citroën, che diede luce a tre piccoli multispazio: dalla terza serie del Fiat Fiorino vengono quindi ideati anche il Nemo e il Peugeot Bipper. I tre multispazio vengono realizzati sul pianale Small di Fiat Group Automobiles debuttato due anni prima con la Fiat Grande Punto.

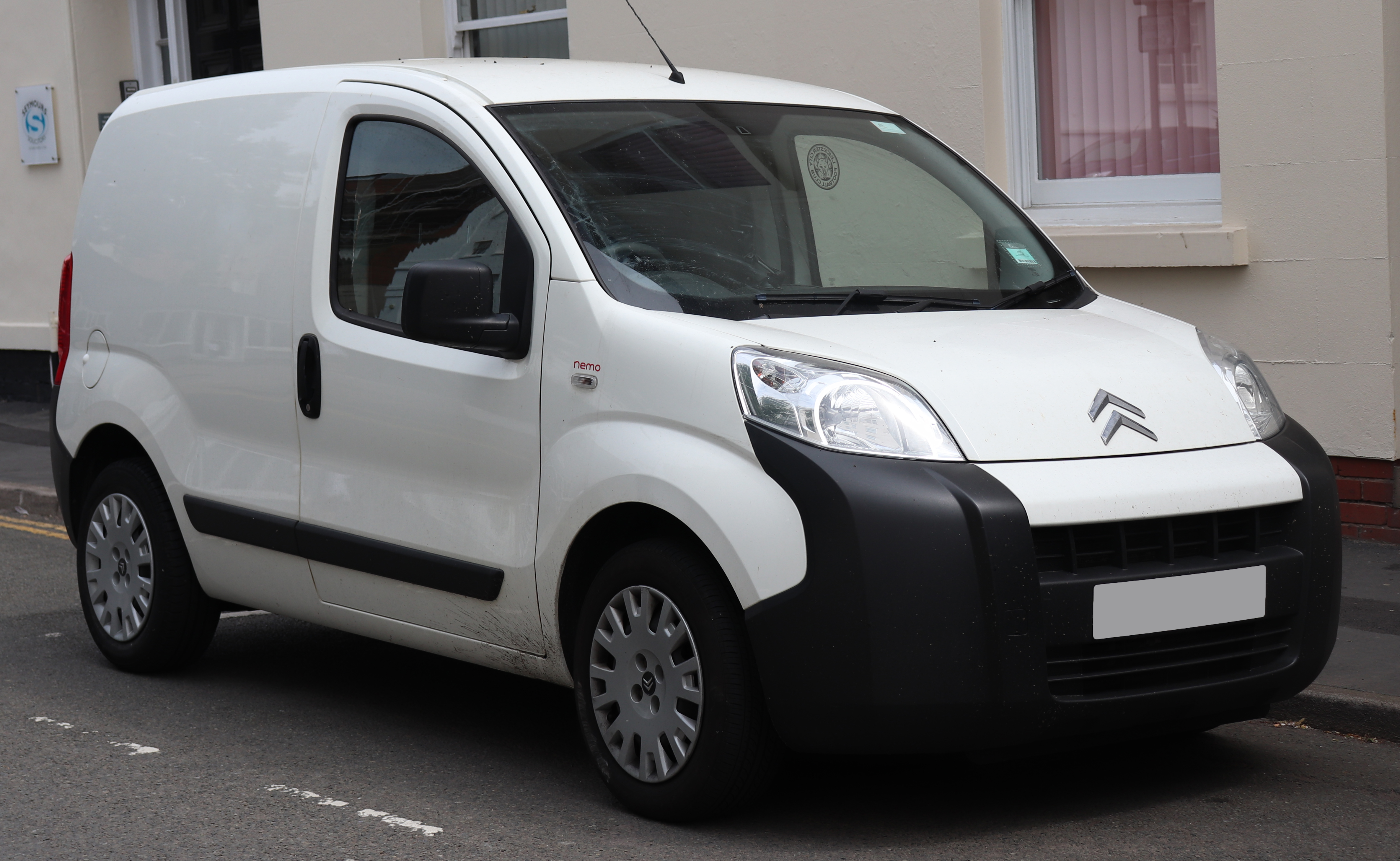
Una Citroen Nemo versione furgonetta

Esteticamente il Nemo appare come una versione in scala ridotta della contemporanea generazione della Berlingo. La differenza più evidente sta nel paraurti anteriore molto sporgente. Il Nemo non è stato proposto solo in versione furgonata, ma anche in versione multispazio per il trasporto di persone. In tale configurazione esso prende appunto la denominazione di Nemo Multispace.
Le motorizzazioni montate sul Nemo sono due, entrambe da 1.4 litri, una a benzina e una a gasolio. La prima è il TU3 da 1.360 cm³ in grado di erogare 73 CV di potenza massima, mentre il secondo è il DV4 da 1.398 cm³ e 68 CV di potenza massima. Quest'ultima motorizzazione è anche abbinabile a un cambio robotizzato a 5 rapporti. La Nemo ha ottenuto tre stelle nei crash test dell'ente Euro NCAP.
Nel 2011, il motore 1.4 turbodiesel viene sostituito dal 1.3 Multijet di origine Fiat, normalmente utilizzato anche su svariati modelli di fascia bassa dell'azienda italiana, e che in questa variante eroga una potenza massima di 75 CV.
Ha suscitato alcune critiche il comportamento della Nemo nel cosiddetto test dell'alce condotto dall'ente tedesco Adac. Il veicolo si è ribaltato e ciò è stato imputato alla mancanza dell'ESP, successivamente adottato dalla casa francese.

## Motorizzazioni
| Modello     | Disponibilità | Motore  | Cilindrata | Potenza       | Coppia massima | Emissioni CO2 (g/km) | 0–100 km/h (secondi) | Velocità max (km/h) | Consumo medio (km/l) |
| 1.4         | dal debutto   | Benzina | 1360       | 54 kW (73 Cv) | 118 (Nm)       | 152                  | 15,0                 | 155                 | 15,2                 |
| 1.3 HDi FAP | dal debutto   | Diesel  | 1248       | 55 kW (75 Cv) | 190 (Nm)       | 113                  | 16,4                 | 155                 | 23,3                 |